# Liste des hôpitaux au Zimbabwe
 (juin 2021).
Si vous disposez d'ouvrages ou d'articles de référence ou si vous connaissez des sites web de qualité traitant du thème abordé ici, merci de compléter l'article en donnant les références utiles à sa vérifiabilité et en les liant à la section « Notes et références ».
Il y avait, en 2015, 214 hôpitaux au Zimbabwe. Sur ce total, qui n'inclut pas les petites cliniques, 120 sont des hôpitaux publics gérés par le ministère de la Santé et de la Protection infantile, 66 sont des hôpitaux de mission et les 32 autres sont gérés par le secteur privé. Le système hospitalier public comprend six hôpitaux centraux, huit hôpitaux provinciaux et 63 hôpitaux de district, les autres étant des hôpitaux ruraux. La liste suivante est triée par province.

## Bulawayo
- Hôpital central de Bulawayo
- Hôpital Hillside
- Hôpital Ingutsheni
- Maternité Lady Rodwell
- Hôpital Mater Dei
- Hôpital central de Mpilo
- Hôpital des troubles nerveux
- Hôpital Richard Morris
- Hôpital Robbie Gibson
- Hôpital St François
- Hôpital d'isolement de Thorngrove
- Hôpital Melpolha

## Harare
- Centre Médical Arcadie
- La Clinique des Avenues
- Clinique de l'avenue Baines
- Centre Médical Baines Intercare
- Hôpital des maladies infectieuses de Beatrice Road
- Maternité Belvédère
- Centre médical du Belvédère
- Hôpital Citimed Chitungwiza, Chitungwiza
- Centre Médical Corporatif 24
- Clinique Dandaro
- Centre de diagnostic cardiaque
- Hôpital central de Harare
- Maternité de Harare
- Polyclinique Highfield
- Centre médical de Marlborough
- Hôpital Mbuya Docars
- Centre Médical Med24
- Clinique Métropolitaine
- Clinique Michael Gelfand
- Clinique de Montagu
- Nouvelle Maternité Cranborne
- Centre de traitement du cancer Oncocare
- Hôpital Parirenyatwa
- Clinique Reine de la Paix
- Centre médical de la Fondation Rock
- Hôpital Sekuru Kaguvi
- Hôpital Sainte-Anne
- Centre médical de banlieue
- Centre de traumatologie et hôpital, Belgravia, Harare [2]
- Clinique de l'Ouest
- Hôpital de l'Ouest
- Hôpital Wilkins

## Manicaland
- Hôpital de la Mission d'Avila
- Hôpital de la mission de Bonda
- Hôpital de Chikoré
- Hôpital du district de Chipinge
- Hôpital de la Mission d'Elim
- Hôpital de Hauna
- Hôpital de la Mission Mount Melleray
- Hôpital du Mont Selinda
- Hôpital de Murambi
- Hôpital de la Mission de Murambinda
- Hôpital de la Mission de Mutambara
- Hôpital provincial de Mutare
- Hôpital du district de Nyanga
- Hôpital de la mission Regina Coeli
- Hôpital général Rusape
- Hôpital de la mission Rusitu
- Hôpital de la mission Saint-Pierre, Checheche

## Mashonaland Centre
- Hôpital provincial de Bindura, District de Bindura
- Hôpital de district de Chimhanda
- Hôpital de la mission Chitsungo, district de Mbire
- Hôpital du district de la concession
- Hôpital Guruve
- Hôpital Howard
- Hôpital de la mission Karanda, district du mont Darwin
- Hôpital de Madziwa, district de Shamva
- Hôpital Mary Mount Mission, district de Rushinga
- Hôpital du district de Mount Darwin, district de Mount Darwin
- Hôpital de Mvurwi, district de Mazowe
- Hôpital de Nhowe
- Clinique médicale PSMI, Bindura
- Hôpital de Shamva, district de Shamva
- Hôpital privé Shashi, Bindura
- Hôpital de la mission Saint-Albert

## Mashonaland Ouest
- Hôpital du district de Banket
- Hôpital du district de Chegutu
- Hôpital de la Mission Chidamoyo
- Hôpital provincial de Chinhoyi
- Hôpital rural de Darwendale
- Hôpital commémoratif Père O'Hea
- Hôpital général de Kadoma
- Hôpital du district de Kariba
- Hôpital du district de Karoi
- Hôpital rural de Magunje
- Hôpital rural de Mutorashanga
- Hôpital général Norton
- Hôpital rural de Raffingora
- Hôpital baptiste de Sanyati
- Hôpital St Michel
- Hôpital rural de Zvimba

## Masvingo
- Hôpital Alheit, Gutu
- Hôpital Bondolfi, Masvingo
- Hôpital Chiredzi, Chiredzi
- Hôpital Chivi, Chivi
- Clinique Dewure, Gutu
- Hôpital Driefontein, Mvuma
- Hôpital du district de Gutu, Mpandawana
- Hôpital de la mission Gutu, Gutu
- Hôpital Mashoko, Bikita
- Hôpital général de Masvingo, Masvingo
- Hôpital de la mission de Morgenster, Masvingo
- Clinique de la mission Mutero, Gutu
- Hôpital Mwenezi, Mwenezi
- Hôpital Ndanga, Zaka
- Clinique Nemanwa, Masvingo
- Hôpital psychiatrique de Ngomahuru
- Hôpital de la Mission Silveira, Bikita
- Hôpital de la mission Musiso St Antony, Zaka

## Matabeleland Nord
- Hôpital du district de Binga
- Hôpital du district rural de Dakamela
- Hôpital Lukosi
- Hôpital de la mine de Hwange
- Centre médical de Hwange
- Hôpital de la Mission de Mbuma
- Hôpital du district rural de Nkayi
- Hôpital St Luc
- Hôpital Sainte-Marie
- Hôpital St Patrick
- Hôpital de district de Tsholotsho
- Hôpital des chutes Victoria

## Matabeleland Sud
- Hôpital du district de Beitbridge
- Hôpital de district d'Esigodini
- Hôpital de district de Filabusi
- Hôpital provincial de Gwanda
- Hôpital rural de Kezi
- Hôpital de la mission de Manama
- Hôpital de district de Maphisa
- Hôpital de la mission de Mtshabezi
- Hôpital du district de Plumtree
- Hôpital de la Mission Sainte-Anne, Brunapeg
- Hôpital de la Mission de Tshelanyemba

## Midlands
- Groupe d'hôpitaux Clay Bank
- Hôpital du district de Gokwe
- Hôpital général provincial de Gweru
- Hôpital général de Kwekwe, Kwekwe
- Hôpital de Mnène
- Hôpital général St Gerald Chaya
- Hôpital du district de Shurugwi
- Hôpital de district de Zvishavane
- Hôpital rural de Zvamavande

## Mashonaland Est
- Hôpital de la mission All Souls
- Hôpital Borrowdale Trust
- Hôpital général de Chivhu
- Hôpital de Kotwa
- Hôpital Mahusekwa
- Hôpital Makumbi
- Hôpital provincial de Marondera
- Hôpital général de Mutawatawa
- Hôpital Mutoko
- Hôpital de la mission de Nhowe
- Hôpital de la Mission de Nyadire
- Hôpital général de Sadza
- Hôpital de district de Wedza
- Hôpital de la mission Mount St Mary
- Hôpital gynécologue de Gwirambira